# Nisís Petrothálassas
Nisís Petrothálassas är en ö i Grekland.   Den ligger i regionen Peloponnesos, i den sydöstra delen av landet, 80 km sydväst om huvudstaden Aten.